# Filmografia lui Brendan Fraser
Aceasta este filmografia actorului Brendan Fraser.

## Filme de cinema
| An   | Titlu                               | Rol                                                | Note | Ref.  |
| ---- | ----------------------------------- | -------------------------------------------------- | --- | ----- |
| 1991 | Dogfight                            | Sailor No. 1                                       | Ca "Brendon Fraser"                                                                                      |       |
| 1992 | Encino Man                          | Linkavitch "Link" Chomofsky                        | A jucat alături de Ke Huy Quan, ambii au câștigat premii Oscar la cea de-a 95-a ediție a Premiilor Oscar | [ 1 ] |
| 1992 | School Ties                         | David Greene                                       | | [ 1 ] |
| 1993 | Twenty Bucks                        | Sam Mastrewski                                     | |       |
| 1993 | Son in Law                          | Link                                               | nemenționat, cameo                                                                                       | [ 2 ] |
| 1993 | Younger and Younger                 | Winston Younger                                    | |       |
| 1994 | With Honors                         | Monty Kessler                                      | | [ 1 ] |
| 1994 | Airheads                            | Chester "Chazz Darby" Ogilvie                      | | [ 1 ] |
| 1994 | In the Army Now                     | Link                                               | nemenționat, cameo                                                                                       | [ 2 ] |
| 1994 | The Scout                           | Steve Nebraska                                     | |       |
| 1995 | The Passion of Darkly Noon          | Darkly Noon                                        | |       |
| 1995 | Now and Then                        | Vietnam Veteran                                    | nemenționat, cameo                                                                                       | [ 3 ] |
| 1996 | Kids in the Hall: Brain Candy       | Placebo Patient                                    | nemenționat, cameo                                                                                       |       |
| 1996 | Mrs. Winterbourne                   | Bill Winterbourne / Hugh Winterbourne              | | [ 1 ] |
| 1996 | Glory Daze                          | Doug                                               | Cameo |       |
| 1997 | The Twilight of the Golds           | David Gold                                         | |       |
| 1997 | George of the Jungle                | George                                             | |       |
| 1998 | Still Breathing                     | Fletcher McBracken                                 | |       |
| 1998 | Gods and Monsters                   | Clayton Boone                                      | | [ 1 ] |
| 1999 | Adolescentul atomic                 | Adam Webber                                        | | [ 1 ] |
| 1999 | Mumia                               | Rick O'Connell                                     | | [ 1 ] |
| 1999 | Dudley Do-Right                     | Dudley Do-Right                                    | |       |
| 2000 | Bedazzled                           | Elliot Richards                                    | | [ 1 ] |
| 2000 | Sinbad: Beyond the Veil of Mists    | Sinbad                                             | Rol de voce                                                                                              |       |
| 2001 | Monkeybone                          | Stu Miley                                          | |       |
| 2001 | Mumia revine                        | Rick O'Connell                                     | Filmul cu cele mai mari încasări                                                                         | [ 1 ] |
| 2002 | The Quiet American                  | Alden Pyle                                         | | [ 1 ] |
| 2003 | Dickie Roberts: Former Child Star   | Rolul său                                          | nemenționat, cameo                                                                                       |       |
| 2003 | Looney Tunes: Noi aventuri          | DJ Drake / Rolul său / Tasmanian Devil / She-Devil | Și rol de voce pentru personajele: Tasmanian Devil și She-Devil                                          |       |
| 2004 | Povești din L.A.                    | District Attorney Rick Cabot                       | | [ 1 ] |
| 2006 | Journey to the End of the Night     | Paul                                               | |       |
| 2006 | Ultima șansă                        | Jamie Bashant                                      | și producător executiv                                                                                   |       |
| 2007 | Destine la răscruce                 | Pleasure                                           | |       |
| 2007 | Big Bug Man                         | Howard Kind / Big Bug Man                          | Rol de voce; nelansa                                                                                     |       |
| 2008 | Călătorie spre centrul Pământului   | Professor Trevor Anderson                          | și producător executiv                                                                                   |       |
| 2008 | Mumia: Mormântul Împăratului Dragon | Rick O'Connell                                     | |       |
| 2008 | Inimă de cerneală                   | Mortimer Folchart                                  | |       |
| 2009 | G.I. Joe: Ascensiunea Cobrei        | Sgt. Geoffrey Stone IV                             | nemenționat, cameo                                                                                       |       |
| 2010 | Măsuri extraordinare                | John Crowley                                       | |       |
| 2010 | Brigada Pestriță                    | Dan Sanders                                        | și producător executiv                                                                                   |       |
| 2012 | Whole Lotta Sole                    | Joe Maguire                                        | și producător executiv                                                                                   |       |
| 2013 | Cum să evadezi de pe Pământ         | Scorch Supernova                                   | Rol de voce                                                                                              |       |
| 2013 | Profilul perfect                    | Tony                                               | |       |
| 2013 | Hair Brained                        | Leo Searly                                         | |       |
| 2013 | Pawn Shop Chronicles                | Ricky Baldoski                                     | |       |
| 2013 | Breakout                            | Jack Damson                                        | Direct-pe-video; de asemenea producător                                                                  |       |
| 2013 | Gimme Shelter                       | Tom Fitzpatrick                                    | |       |
| 2014 | The Nut Job                         | Grayson                                            | Rol de voce                                                                                              |       |
| 2019 | Trandafirul otrăvitor               | Miles Mitchell                                     | |       |
| 2019 | Line of Descent                     | Charlie "Charu" Jolpin                             | |       |
| 2020 | The Secret of Karma                 | Animus / Ronay                                     | |       |
| 2021 | Fără mișcări bruște                 | Doug Jones                                         | | [ 4 ] |
| 2022 | Dimensions                          | Animus / Ronay                                     | Versiune alternativă a The Secret of Karma                                                               | [ 5 ] |
| 2022 | Batgirl                             | Ted Carson / Firefly                               | Nelansat                                                                                                 | [ 6 ] |
| 2022 | Balena                              | Charlie                                            | Premiul Oscar pentru cel mai bun actor                                                                   | [ 7 ] |
| 2023 | Killers of the Flower Moon          | W.S. Hamilton                                      | | [ 8 ] |
| 2024 | Frații                              | Jimmy Farful                                       | | [ 8 ] |
| 2025 | Rental Family †                     |                                                    | Post-producție                                                                                           |       |
| 2025 | Pressure †                          | Dwight D. Eisenhower                               | Filmări                                                                                                  | [ 9 ] |

| † | Filme care nu au fost încă lansate |

## Filme de televiziune
| An         | Titlu                             | Rol                                            | Note                                       | Ref.   |
| ---------- | --------------------------------- | ---------------------------------------------- | ------------------------------------------ | ------ |
| 1991       | My Old School                     | Chevy                                          | Scurtmetraj                                |        |
| 1991       | Child of Darkness, Child of Light | John's friend                                  | Film de televiziune                        |        |
| 1991       | Guilty Until Proven Innocent      | Bobby McLaughlin                               | Film de televiziune                        |        |
| 1995       | Fallen Angels                     | Johnny Lamb                                    | Episodul: "The Professional Man"           |        |
| 1997       | Duckman                           | Sammons Cagle                                  | Rol de voce; Episodul: "Dammit, Hollywood" |        |
| 1997, 1999 | Saturday Night Live               | Rolul său                                      | Gazdă; 2 episoade                          |        |
| 1998       | The Simpsons                      | Brad                                           | Rol de voce; Episodul: "King of the Hill"  |        |
| 2000, 2005 | King of the Hill                  | David Kalaiki-Ali / Irv Bennet / Jimmy Beardon | Rol de voce; 2 episoade                    |        |
| 2002, 2004 | Scrubs                            | Ben Sullivan                                   | 3 episoade                                 |        |
| 2009       | Wishology!                        | Turbo Thunder                                  | Voce; filme TV                             |        |
| 2015       | Texas Rising                      | Billy Anderson                                 | Miniserial; 5 episoade                     | [ 10 ] |
| 2016–2017  | The Affair                        | John Gunther                                   | 6 episoade                                 | [ 11 ] |
| 2017       | Nightcap                          | Rolul său                                      | Episodul: "Poop Show"                      |        |
| 2018       | Trust                             | James Fletcher Chase                           | 8 episoade                                 | [ 12 ] |
| 2018       | Condor                            | Nathan Fowler                                  | 7 episoade                                 | [ 13 ] |
| 2018, 2023 | Titans                            | Clifford "Cliff" Steele / Robotman             | Rol de voce; 2 episoade                    |        |
| 2019–2023  | Doom Patrol                       | Clifford "Cliff" Steele / Robotman             | Rol principal                              | [ 14 ] |
| 2020       | Professionals                     | Peter Swann                                    | Rol principal; și producător executiv      | [ 15 ] |